# マルコメ「料亭の味」CMシリーズ
マルコメ「料亭の味」CMシリーズ（マルコメりょうていのあじシーエムシリーズ）は、日本の食品メーカーであるマルコメの味噌商品シリーズ「料亭の味」の広告として、2014年（平成26年）からテレビで放映されているコマーシャルメッセージ(CM)のシリーズである。2024年（令和6年）1月までに全12作品が制作されており、全作品に共通して家族の絆を題材としている。全編アニメーションで構成されており、制作プロダクションのロボット、アニメ制作会社のスタジオコロリドが制作を手掛けている。

## シリーズ

### 第1弾母と息子篇
就職して1人暮しを始めた主人公の青年のもとに、田舎の母から荷物が届く。中身は雑貨や食材、そして即席味噌汁。味噌汁の湯気の中、息子を気遣う母の姿が浮かび上がる。決して順調ではない新生活だが、青年はいつも母からの荷物と、母の姿に元気づけられる。初めてのボーナスで、青年は母にセーターを贈る。プレゼントを喜ぶ母と食卓を囲むかのように、青年は味噌汁を味わう。

### 第2弾単身赴任篇
単身赴任中の父のもとを、小学生の姉妹が2人きりで訪ねる。不自由な食生活であろう父のため、姉妹は父の好物ばかりのご馳走を手作りしようと張り切る。母のもとで練習したものの、料理の出来栄えは散々で、姉妹は泣きながら詫びる。しかし父は娘たちの想いを受け止め、料理を口にして味を誉め、姉妹は笑顔を取り戻す。味噌汁を飲みつつ、父娘は笑顔を交わす。

### 第3弾夜食篇
大学受験生の娘と父は、父娘の会話が減っていることを、密かに気にしている。娘が深夜の勉強中に台所に行くと、おにぎりとカップ味噌汁が用意されている。翌朝に母に礼を言うと、母は知らないと言う。その夜に娘が台所を覗くと、父が不慣れな手つきでおにぎりを握っている。おにぎり2種類のどちらを選ぶか、父とじゃんけんで決めつつ、娘は顔を和ませる。

### 第4弾上京篇
友人に逢うために広島から上京した和代を、東京在住の息子の貴史は自宅に泊める。かつて不良だった貴史は家庭を持ち、共働きで早朝から多忙な妻の裕子に代わって弁当を作っている。トーストを齧る孫の広貴を見て、自分も朝食はパンで十分と遠慮する和代に、朝食はいつもご飯だろうと、貴史はご飯と味噌汁の朝食を勧める。和代は息子の成長を喜び、そっと涙ぐむ。

### 第5弾母になれば篇
学生の果穂は、母の久子が常に自身のことを後回しにし、家族を最優先にして家事ばかりの生活を過ごしていることを、何が楽しいのかと疑問に思い、自分が大人になっても母のようにはならないと考える。月日が流れて果穂は就職、結婚。かつて母を疎ましく思っていたことを心の中で詫び、家族を何より大事にできる母親の存在に憧れながら、身籠った腹を撫でつつ、台所の母の味噌汁作りを手伝う。

### 第6弾ミソスープ篇
畳屋を営む父のもとに、娘ゆりが、イタリア人の恋人を紹介しにやって来る。昔気質の父は渋い顔で、最後まで理解を示さない。シチリアで開かれた結婚式。大荷物を抱えた父が、顔を赤らめて現れる。レストランで湯を貰って即席味噌汁を飲もうとすると、新郎の家族がいる。父はたどたどしく「ミ、ミソスープ……」と皆の分の味噌汁を勧め、家族たちは大喜びする。ゆりは一同が共に食事する様子に、そっと涙する。

### 第7弾ふたりでおやすみ篇
シングルマザーの真美子は、小学1年の息子の陸と2人暮し。真美子が風邪で仕事を休んだ日、陸も腹痛で学校を休む。真美子は食事の支度もままならないが、陸は嬉しそうに味噌汁作りを手伝う。真美子は仕事も家庭も中途半端と、自分を責める。後日、陸の学校を訪れた真美子は、陸が絵日記に、母と一緒にお休みし、一緒に味噌汁を作ったと楽しげに書いていたと知る。学校から帰ってきた陸を、真美子は両手一杯に抱きしめる。

### 第8弾いつまでも一緒に篇
定年退職した道夫と妻の洋子は二人暮らし。最近足を悪くした洋子は、道夫に負担をかけまいと施設に行ってもいいと考えていたが、道夫から家にいて欲しいと止められた。「自分が家事をすれば妻はずっと家にいてくれる」と、慣れないながらも洋子に代わって料理をつくる道夫。ある夜、液みそでつくったあらだしを合わせた味噌汁を出してみたところ、洋子はいつもと違う味噌汁に気づき「おいしい…」とつぶやく。道夫は内心喜び、「いただきますと、ごちそうさまだけじゃ足りなかったんだな」と気づく。それまでの役割が逆転したことで、互いの有り難みをより実感した二人は、これからも寄り添って暮らして行こうと心に決める。二人の向こうには海が煌めいている。

### 第9弾気をつけてね篇
一人暮しのサチには、よく実家の母から荷物が届く。中身は食料品に加えて、コロナ禍の必需品となったマスクや消毒用アルコール。心配性の母は、LINEでも頻繁に「気をつけて」とメッセージを送る。後日、母からに荷物の中に「気をつけてばっかり言ってごめんね。もう聞き飽きたよね」と、心配性を詫びるメモがある。サチは母の想いを受け止め、荷物の中の顆粒みそで料理を作る。翌日、サチは母にLINEで「お母さんもお父さんも気をつけて」と、母から何度となく言われた「気をつけて」の言葉で、両親への想いを伝える。

### 第10弾夏休みの思い出篇
ひろ子は夏休みには、祖母のタキの家に滞在している。タキは手作りの豆腐で味噌汁を作り、ひろ子はそれを手伝いつつ、祖母と共にマルコメのCMソングを口ずさむ。数十年後、ひろ子のもとを、娘と孫たちが訪ねる。ひろ子はふと思いたち、「夏休みのお味噌汁」と言って手作り豆腐で味噌汁を作る。ひろ子がCMソングを口ずさむと、かつてのように、孫たちも一緒に口ずさむ。ひろこの心には、かつて祖母と共に食卓を囲んでいた情景が甦っている。

### 第11弾息子にはかなわない篇
両親と3歳の息子シュウの家族。日曜日に母が出かけ、父はシュウと2人で過ごす。シュウは家での着替えでも、公園での遊びでも、不器用な父を困らせる。帰宅してシュウが「おなかすいた」と漏らし、父はウォーターサーバーの湯と顆粒みそで味噌汁を作る。シュウは味噌汁を飲み「おいしいね」と満面の笑み。父は「世界一可愛い笑顔」と、シュウを愛おしく思う。母が帰宅するや、シュウはたちまち母にとびつき、父は「こいつには一生かなわない」と笑う。

### 第12弾帰省篇
若手会社員のはるかは、久しぶりに関西の実家に帰省する。両親と囲む食卓には、好物ばかりが並ぶ。実家住まいでは当たり前だった生活に、次第に懐かしさがこみ上げる。帰省が終わり、少し寂しそうな父の顔、母の干してくれたあたたかな布団に、はるかも寂しさが募る。別れ際、母は気丈に振舞いつつも涙を堪え、はるかも目に涙を滲ませる。新幹線の中で、母が持たせてくれた弁当を開くと、おにぎりと即席味噌汁が入っている。はるかは「お湯ないねんけど」と苦笑いする。

## 放映時期
| #  | タイトル           | 放送開始時期              | 声優 |
| -- | ------------------ | ------------------------- | --- |
| 1  | 母と息子           | 2014年（平成26年）3月29日 | - 青年：増尾興佑 - 母：堀越真己                                                                                           |
| 2  | 単身赴任           | 2014年10月4日             | - 姉：鎗水遥 - 妹：太田梨香子 - 父：中田顕史郎 - 母：武山佳世                                                             |
| 3  | 夜食               | 2015年（平成27年）2月22日 | - 娘：根岸薫子 - 父：若林正 - 母：永山あけみ                                                                              |
| 4  | 上京               | 2015年4月7日              | - 和代：内田尋子 - 貴史：児山隆 - 裕子：明石香織 - 広貴：櫻井優輝                                                         |
| 5  | 母になれば         | 2017年（平成29年）4月6日  | - 果穂：池田葵 - 久子：枝村みどり                                                                                         |
| 6  | ミソスープ         | 2018年（平成30年）5月17日 | - ゆり：厚地彩花 - 夫・夫の兄：アンドレアG - 夫の父：カルロアントニオ - 夫の母：アンナマリア - 甥・夫の兄嫁：サラアミーラ |
| 7  | ふたりでおやすみ   | 2019年（平成31年）3月15日 | - 真美子：のん - 陸：吉田奏佑                                                                                             |
| 8  | いつまでも一緒に   | 2020年（令和2年）1月26日  | - 道夫：峰秀一 - 洋子：寺内よりえ                                                                                         |
| 9  | 気をつけてね       | 2021年（令和3年）1月31日  | - サチ：山本真莉 - 母：かとうあつき - 父：由川信幸                                                                        |
| 10 | 夏休みの思い出     | 2022年（令和4年）2月22日  | - ひろ子：菜木のり子（子供時代：境葵乃） - タキ：おぎのきみ子 - 麻美：渡辺実希 - 悠真：鈴木琉音 - 結菜：ゆかり            |
| 11 | 息子にはかなわない | 2023年（令和5年）1月5日   | - シュウ：石橋類 - 父：鷺谷優一郎 - 母：松﨑菜々                                                                          |
| 12 | 帰省               | 2024年（令和6年）1月10日  | - はるか：本田美羽 - 父：中村哲也 - 母：正木佐和                                                                          |

## 製作
本作品は、本来は流通関係者向けの新商品発表会での商品紹介用に制作された映像であり、2014年1月に行われた新商品発表会で公開された。当初はテレビCMとしての放映予定はなかったが、「味噌汁の温かさと家族の愛が印象的な、心温まる作品」として、発表会で各方面からの反応が非常に好評だったことから、テレビでの放映が決定した。さらに上質なアニメをCMで目指したいというスタッフ一同の強い想いから、完成に至るまでには映像の9割以上が書き直された。
CMのコンセプトについては、マルコメ広報部担当者は、味噌には腹を満たすだけではなく、日本人が古くから培ってきた温かさがと詰まっていると考え、その情緒的な価値が家族の繋がりにも通じるとして、実体験にもとづく親子の話を元にして、あらすじを作り上げたのだという。
アニメという手法を用いた理由について、広報部担当者は、商品の特性とブランドの世界観を最も効果的に伝えられる方法と説明している。アニメ制作を担当しているスタジオコロリドが選ばれた理由は、細かな描写、タッチといった表現性が、描きたかった物語に合うためとしている。第2弾以降のBGMは、シンガーソングライターのコトリンゴによるオリジナル楽曲が用いられている。
第8弾「いつまでも一緒に篇」は、夫婦の歴史を表現するため、音楽はバイオリンとピアノのデュオでノスタルジックなムードが心がけられ、どちらの楽器も100年前のものを使用するなど、音色にもこだわりをもって制作された。
第9弾「気をつけてね篇」は、新型コロナウイルス感染症の流行下での、マルコメの女性社員の実体験がもとになっており、「気をつけてばっかり言ってごめんね」も、その社員が実際に母から送られたものである。互いを気遣いながらも会うことができず、つい「気をつけて」を繰り返してしまうような、母親のもどかしさと優しさは、アニメ制作スタッフにも同様の体験をした者がおり、子を想う親の気持ちはどの家庭も同じと感じられたことから、コロナ禍の終息を願う意味で制作された。
第10弾「夏休みの思い出篇」は、「料亭の味」の愛好者が、「かつて耳にしたCMソングを口ずさんだところ、幼い子供がそれを覚え、たびたび歌うのが日常化した」との逸話をもとに、親から子へ、過去から未来へ繋げる物語として製作された。手作り豆腐にまつわるエピソードは、製作スタッフが祖母に豆腐を手作りしてもらった実体験がもとだが、豆腐の味はおぼえているものの、作り方はほとんど覚えていなかったため、アニメ制作陣が実際に豆腐作りに挑み、どのような工程を場面に取り込むかが検討された。
第11弾「息子にはかなわない」で、作中でウォーターサーバーで味噌汁を作る場面は、飲料水製造業のプレミアムウォーター社の協力を得ている。2022年に同社で実施されたプレゼントキャンペーンに、マルコメの顆粒味噌汁を提供したところ、平均応募数の約2万件を大きく上回る3万6,000件を超える応募があったことから、「ウォーターサーバーと顆粒味噌汁の組合せは、味噌汁の新しい日常として描ける」と考えられたことから、プレミアムウォーター社から協力を得て、この作品が制作された。また声優の配役について、シリーズとしてはできるだけ役柄に近い年齢の声優で現実味を追求したいところが、作中に登場する息子は3歳の設定であり、3歳では演技力に不安があったために、3歳から6歳までの子役を選抜された。最終的に選ばれたのは最年少、実際の年齢も3歳の男の子であり、理解力と表現力に加えて、3歳ならではの子供らしさが決め手となって、声優に採用された。
第12弾「帰省」は、実際に関西の実家を離れて一人暮らしをするマルコメの女性社員が「おにぎりは自分のためだけに握ることが少ないから、最近お母さんの作ってくれたおにぎりに愛情を感じる」といった一言をヒントとして制作された。マルコメの担当者や制作スタッフにも関西出身者がいたことで、企画時には主人公と同年代の関西出身の女性にヒアリングし、台詞も大阪弁にこだわって大阪出身の声優を揃えるなど、関西らしさが追及された。

## 評価
第1弾「母と息子篇」は、2014年3月放映開始後、2014年8月から9月下旬にかけて、Yahoo! JAPAN映像トピックスのアニメカテゴリーで週別で1位となった。YouTubeでの動画再生回数は2017年10月までに110万回を超えるヒットとなり、母と息子の暖かな物語が話題となった。母が話す方言も味があり、心にしみるとの感想もある。日本のみならず、アメリカ合衆国のアニメ関連ニュースサイトでも話題となった。
以来、新作の放映が開始されるたびに、テレビやインターネットで「泣ける」と話題になっている。日本国内でも有数の映像制作会社の作品であることも、毎回注目が集まる要因の一つとなっている。視聴者が登場人物に感情移入できる、共感できるとの声や、叙情的な作画や雰囲気がスタジオジブリの作品を思わせるとの声もある。15秒、30秒、90秒の3つのパターンがあり、90秒のものは一般的なテレビCMよりも長くなっているにもかかわらず、時間など忘れるほどの感動を味わうことができるとの評価もある。
第2弾「単身赴任篇」は、豊かな物語、冴えのある演出、映像の品質の確かさに加え、コトリンゴの作曲による柔らかな歌声の音楽も手伝って、CMでありながら商品を離れてひとつの作品として完成しているとも評価されている。
第3弾「夜食篇」は、放映時期が受験シーズンと重なったこともあり、受験生を主人公とした本弾は話題に昇った。2015年の放映当時から「泣ける」と高評価だったが、翌2016年1月27日のテレビでの放送を経て、再び大きな話題になった。YouTubeで動画再生回数は、2017年10月までに200万回以上に昇った。
第4弾「[上京篇」においては、その奥深さは1953年（昭和28年）公開の映画『東京物語』を思わせるとの声や。母と息子の方言での会話に温かみがあるとの感想もある。この方言については、広島在住の母は基本的に広島弁だが、そのままだと難解のために部分的に標準語を挟み、東京在住の息子は標準語が身についているが、母の前では広島弁が出るといった具合に、細部までこだわった演出が涙を誘うとの声もある。
第5弾「母になれば篇」は、これまで焦点の当たることのなかった母と娘の関係を題材にしており、大人の女性の涙を誘うとの感想も寄せられている。
第6弾「ミソスープ篇」は、娘が日本国外に嫁いでしまうという悲しみ、葛藤を抱える父が、味噌汁の存在を通して娘や新しい家族と心を繋ぐ、優しい物語と評価されている。また、味噌は日本国内の出荷量が年々下がる一方で、日本国外への輸出が伸びている（2018年6月時点）ことから、このCMで初めて日本国外を舞台としたことに意味があるとの見方もある。
第7弾「ふたりでおやすみ」は、シングルマザーとしての葛藤の中で、女手一つで懸命に子供を育てる母親の役として、女優ののんが起用された。本作で採用された商品は「料亭の味 米麦合わせ だし入り」であり、麦味噌は主に九州地方で親しまれているため、主人公が九州出身に設定されており、台詞には時折り故郷の博多弁が混ざるが、のんはアニメ映画『この世界の片隅に』（2016年公開）での広島弁と同様、この博多弁での主人公も、感情移入できるほど役になり切っているとの評価の声もある。YouTubeでの再生回数は2019年3月末時点で117万回を超え、称賛の声も続々と寄せられている。2019年8月には、YouTube上で話題になった動画広告「Japan YouTube Ads Leaderboard」（2019年上半期）で、第5位にランクインされた。マルコメの公式サイトでは、のんのインタビューも公開されており、それによれば、シングルマザーの役は初めてであり、母親のことを考えるきっかけにもなり、新しい挑戦として非常に刺激的だったという。
第8弾「いつまでも一緒に」は、2022年1月に、日本アドバタイザーズ協会による「第59回JAA広告賞 消費者が選んだ広告コンクール」で、デジタル部門のメダリストに選ばれた。Twitterでも「広告飛ばさないで見たの久しぶり」「見入ってしまった」「理想の夫婦」「泣いた」との声や、夫の気づきに共感する声、「結婚したらちゃんと支え合って行こうと思えた」などの声が寄せられた。アニメの品質にも称賛の声も上がった。
コロナ禍を題材とした第9弾では、思うように実家に帰省することのできない時世において、親子のやりとりを自身と重ねた視聴者が多く、「うちの母も『気をつけてね』が口癖」「実家に帰りたい」などの声が寄せられた。